# ريناتو ريتشي (سياسي)
ريناتو ريتشي (بالإيطالية: Renato Ricci)‏ هو سياسي إيطالي، ولد في 1 يونيو 1896 بكرارا في إيطاليا، وتوفي في 22 يناير 1956 بروما في إيطاليا. حزبياً، نشط في الحزب الجمهوري الفاشي ‏ والحزب الوطني الفاشي. انتخب national councillor to the Chamber of Fasci and Corporations ‏ وانتخب member of the Chamber of Deputies of the Kingdom of Italy ‏ وانتخب minister of Corporations of the Kingdom of Italy ‏ (31 أكتوبر 1939 – 6 فبراير 1943).